# Aleksander Sanguszkowic
Aleksander Sanguszkowic  (zm. 1491) – książę, starosta włodzimierski w 1460 r. lub w 1480 r., krzemieniecki w 1484 r. Był synem  Sanguszki Fiodorowica i Hanny (zm. 1475). Miał dwóch synów: Michała (zm. 1501) i Andrzej Aleksandrowicza.